# Rallye Dakar
Die Rallye Dakar (früherer Name Rallye Paris–Dakar) ist ein Rallye-Raid-Wettbewerb, der als die bedeutendste Langstrecken- und Wüstenrallye der Welt gilt. Die Rallye Dakar ist seit 2022 Teil der World Rally-Raid Championship (W2RC). Sie wurde von 1979 bis 2007 einmal jährlich hauptsächlich auf dem afrikanischen Kontinent ausgetragen. Im Jahr 2008 wurde die Rallye Dakar aufgrund einer Terrordrohung abgesagt. Seit 2009 wird auf derselben Strecke das Africa Eco Race durchgeführt, das von Hubert Auriol, René Metge und Jean-Louis Schlesser als Nachfolgeveranstaltung auf dem afrikanischen Kontinent begründet wurde. Von 2009 bis 2019 wurde die Rallye Dakar aus Sicherheitsgründen nach Südamerika verlegt und seit 2020 findet sie in Saudi-Arabien statt.

## Geschichte

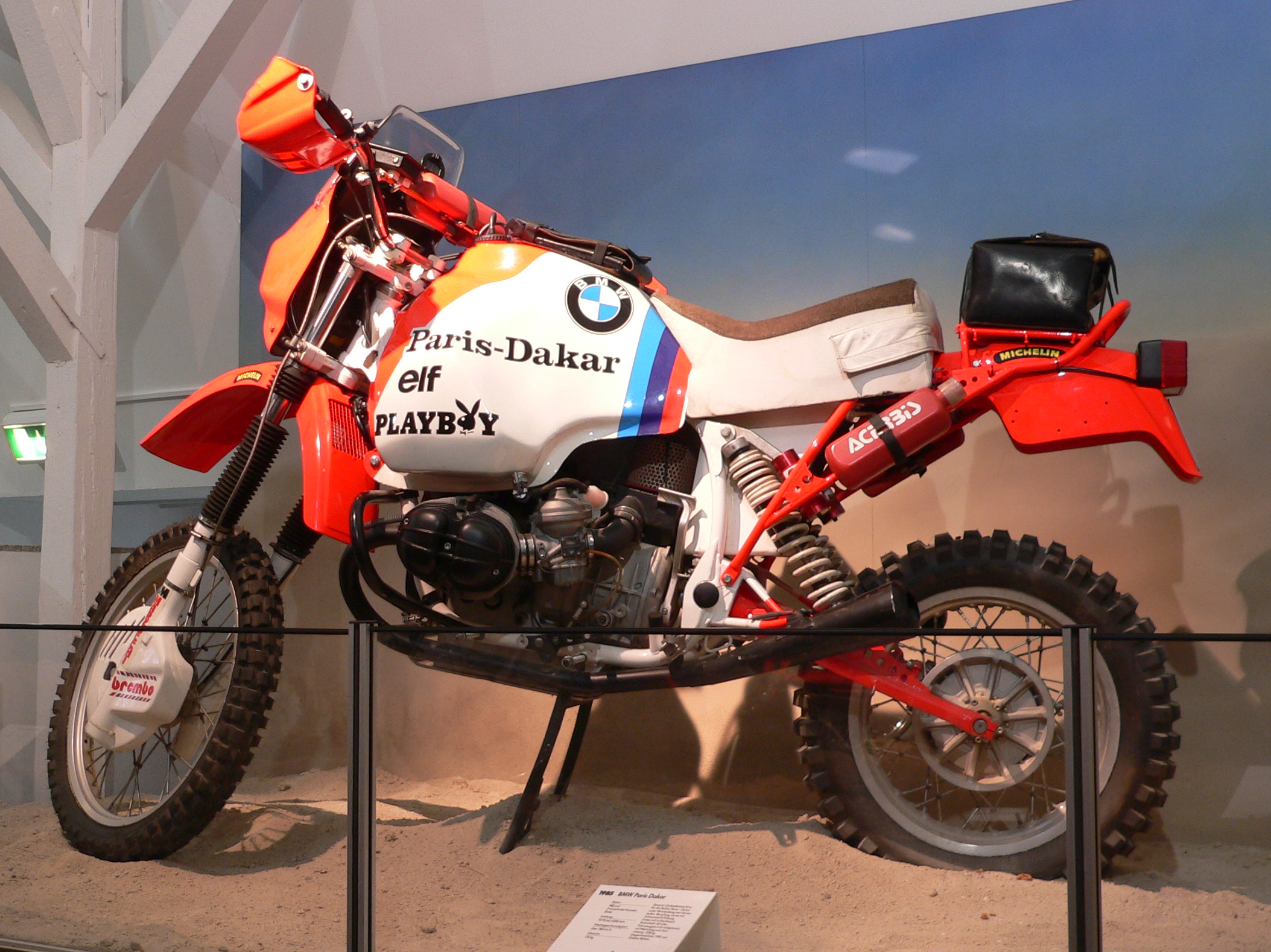
Die BMW, auf der Gaston Rahier 1985 die Rallye gewann (im Zweirad-Museum Neckarsulm)

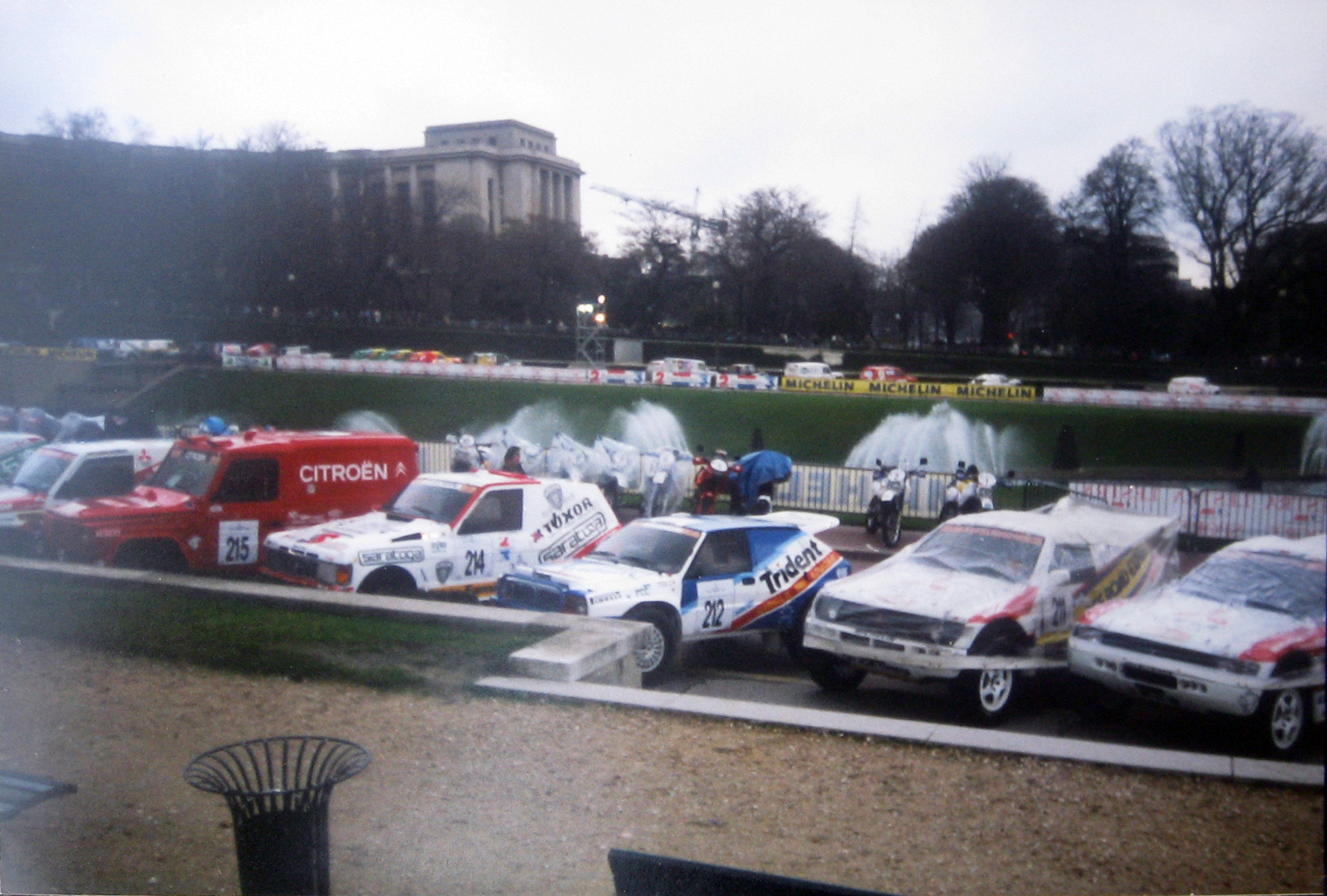
Fahrzeuge der Rallye in Paris, 1992

Die erste Rallye Dakar wurde am 26. Dezember 1978 in Paris gestartet und endete am 14. Januar 1979 in Dakar. Gründer der Veranstaltung war der Franzose Thierry Sabine. Veranstalter war zu dieser Zeit die Thierry Sabine Organisation. Nach seinem Tod übernahm sein Vater für einige Jahre die Rallye, verkaufte die Rechte daran aber anschließend an die Amaury Sport Organisation (A.S.O.), die die Rallye bis heute durchführt. Die A.S.O. ist ein großes französisches Sportunternehmen, das z. B. auch die Tour de France veranstaltet.
Inspiriert hatte Sabine die Teilnahme an der Rallye Abidjan-Nizza, auf der er sich 1977 mit seinem Motorrad in der libyschen Wüste verirrte. Sabines häufig zitiertes Motto lautete “If life gets boring, risk it!” – er selbst kam am 14. Januar 1986 in Mali bei einem Hubschrauberabsturz in einem Sandsturm während „seiner“ Dakar-Rallye ums Leben. Zum Gedenken an ihn wurde ein kleiner Akazienbaum auf einem Hügel im Nordosten von Niger Arbre Thierry Sabine genannt. Ein Gedenkstein und ein dort zu findender Bildband erinnern an ihn und seinen Unfall.
2008 fand die Rallye Dakar erstmals in ihrer 30-jährigen Geschichte nicht statt. Am 4. Januar, nur einen Tag vor dem geplanten Start in Lissabon, sagte der Veranstalter aufgrund einer dringenden Reisewarnung der französischen Regierung den Wettbewerb ab. Neben dem Mord an vier französischen Touristen am 24. Dezember 2007 und einem tödlichen Überfall auf drei Soldaten an der Grenze zu Algerien hatte es auch eine Terrordrohung gegen die Rallye selbst gegeben.
Als Konsequenz aus der Terrordrohung und der Absage im Jahr 2008 fand die Rallye Dakar im Jahr 2009 nicht mehr in Afrika, sondern in Südamerika statt. Die Rallye startete am 3. Januar 2009 in Buenos Aires und endete am 18. Januar 2009 ebenda. Insgesamt waren rund 6000 km Wertungstrecke zu bewältigen, dabei führte die Rallye nicht nur durch Argentinien, sondern auch durch Chile.
Der vormalige Renndirektor der Rallye Dakar, Hubert Auriol, organisierte daraufhin mit René Metge das Africa Eco Race, das 2009 erstmals stattfand. Die Amaury Sport Organisation ließ daraufhin per einstweiliger Verfügung eine weitere Mitarbeit Auriols am Africa Eco Race untersagen.
2010 fand die Rallye Dakar wieder in Argentinien und Chile statt. Die Rallye wurde am 2. Januar 2010 in Buenos Aires gestartet, wo am 17. Januar auch die Siegerehrung durchgeführt wurde. Die Dakar 2011 begann am 1. Januar 2011 wieder in Buenos Aires und endete am 15. Januar 2011. 2012 führte die Route vom argentinischen Mar del Plata über Chile nach Lima (Peru).
Nachdem immer mehr Länder ihre Teilnahme aus Kostengründen abgesagt hatten, fand die Rallye 2019 zum ersten Mal in ihrer Geschichte nur in einem Land – Peru – statt. Start und Ziel war Lima. Seit 2020 findet die Rallye in Saudi-Arabien statt. Neuer Renndirektor ist seit 2020 David Castera, vormaliger Veranstalter der Rallye du Maroc. Der Vertrag über die Austragungen in Saudi-Arabien wurde von der A.S.O. zunächst bis 2025 geschlossen. Im Juni 2023 verlängerte die Amaury Sport Organisation, als Veranstalter der Rallye, den Vertrag über die Austragungen in Saudi-Arabien bis 2029. Der Vertrag sieht ab 2025 nun auch vor, gegebenenfalls weitere Austragungsländer aufzunehmen und die Rallye nicht mehr exklusiv in Saudi-Arabien stattfinden zu lassen.
Seit dem Teilnehmerrekord von 2007 mit 525 Fahrzeugen sinken die Teilnehmerzahlen seit 2009 mit dem Wechsel nach Südamerika und dem seit demselben Jahr stattfindenden Africa Eco Race kontinuierlich. 2009 nahmen noch 500 Fahrzeuge an der Rallye teil. Mit dem Wechsel nach Saudi-Arabien 2020 waren es 342 und 2021 nur noch 296. Seit 2009 nehmen an der Rallye Dakar knapp 160 Fahrzeuge weniger teil, im selben Zeitraum fahren etwa genauso viele das Africa Eco Race. Das Africa Eco Race wird von den etablierten Rallye-Raid-Teams und internationaler Sportpresse als Konkurrenzveranstaltung in Afrika zur Rallye Dakar gesehen.
Parallel zur Rallye Dakar findet seit 2021 erstmals die Dakar Classic statt, bei der nur klassische Rallyefahrzeuge, die vor 2000 gebaut wurden, eingesetzt werden dürfen.

## Charakter der Wüstenrallye

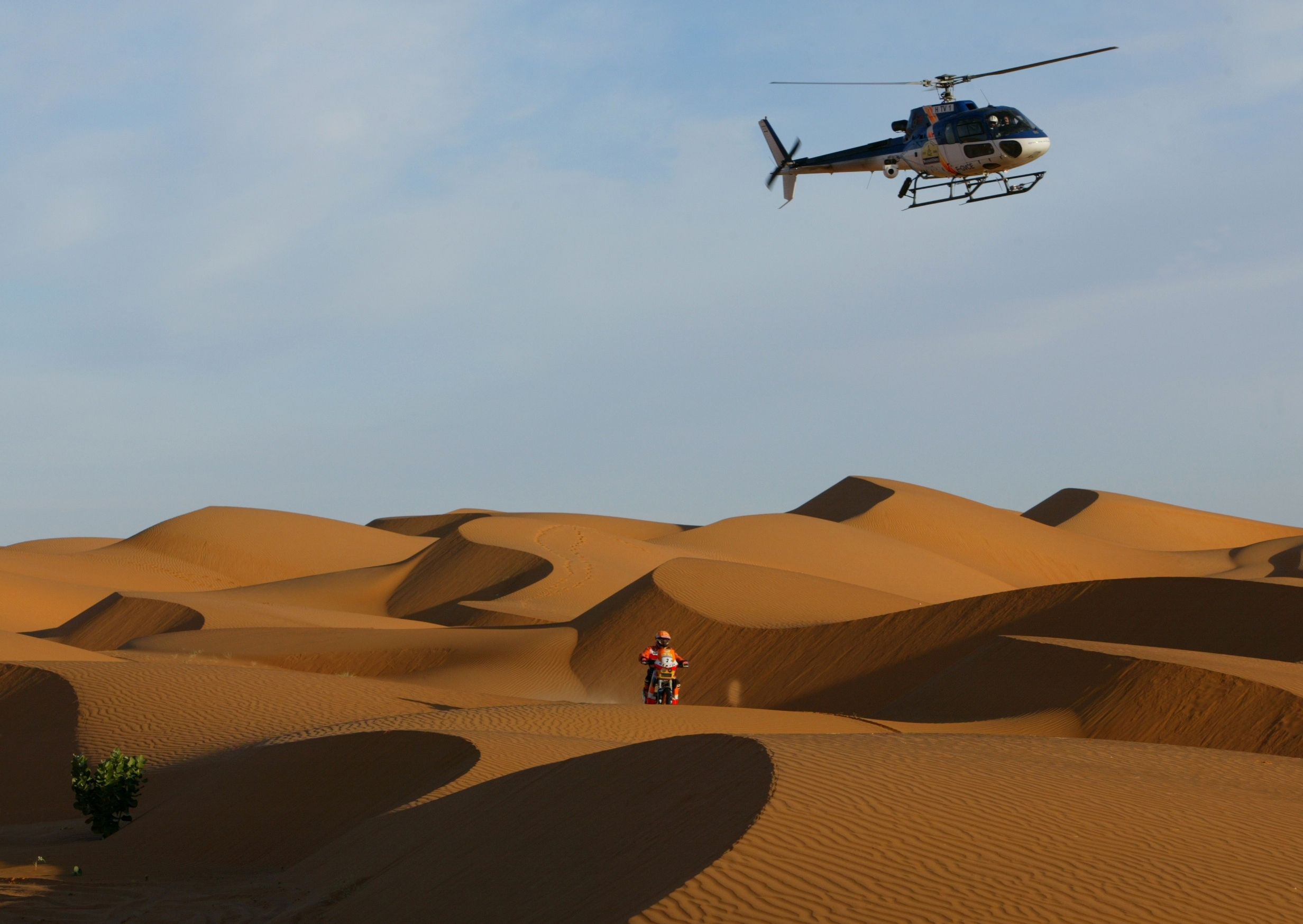
Motorrad-Sieger 2009 Marc Coma in den unwirtlichen Wüsten-Verhältnissen

Im Gegensatz zu beispielsweise den Läufen zur Rallye-Weltmeisterschaft (WRC), bei denen während eines langen Wochenendes eine Reihe von kurzen Prüfungen gefahren werden, ist „die Dakar“ als Rallye Raid ein echtes Marathonrennen, bei dem einzelne Etappen von über 800 km Länge zurückgelegt werden, der Großteil davon auf Wüstenboden.
Erschwerend wirkt sich die Tatsache aus, dass die Teilnehmer – mit Ausnahme eines Ruhetags in der Mitte des Rennens – jeden Tag unterwegs sind. Insbesondere für Privatiers ohne Werksunterstützung oder Mechanikerteam bedeutet dies eine enorme Belastung: Sind die Etappen innerhalb des festgesetzten Zeitlimits bewältigt, müssen die Privatiers ihr Fahrzeug selber reparieren oder Verschleißteile wechseln. Wenn diese Fahrer das Ziel erst in der Nacht erreichen, müssen Schlaf und Service also reduziert oder der Start zur nächsten Etappe verschoben werden. Insgesamt beträgt die Ausfallquote bei Motorrädern und Autos deshalb jeweils weit über 50 Prozent.

## Route

2006: Die Streckenführung von Lissabon nach Dakar

Streckenverlauf der Dakar 2012 in Südamerika

Der Wettbewerb fand seinem ursprünglichen Namen „Rallye Paris-Dakar“ entsprechend zunächst zwischen der französischen und der senegalesischen Hauptstadt statt. Später variierten die Streckenführung sowie der Start- und Zielort von Jahr zu Jahr. Die Rallye 2006 beispielsweise führte in 15 Etappen von Lissabon (Portugal) über Spanien, Marokko, West-Sahara, Mauretanien, Mali, Guinea und Senegal zum Zielort Dakar.
1992 wurde die Rallye um eine Woche verlängert, um nach der Durchquerung ganz Afrikas das Ziel in Kapstadt zu erreichen. Aus motorsportlicher Sicht war diese Route jedoch für die meisten Teilnehmer unbefriedigend, auf den engen Pisten in Zentralafrika konnte nur selten überholt werden.
Im Jahr 2009 wurde die Rallye Dakar zum ersten Mal nicht in Europa und Afrika ausgetragen, sondern in den südamerikanischen Ländern Argentinien (mit Start und Ziel in Buenos Aires) und Chile (mit einem Ruhetag in Valparaíso).
Im Jahr 2019 fand die Rallye Dakar ausschließlich in Peru statt. Die Streckenlänge betrug insgesamt ca. 5600 Kilometer mit ca. 3000 Kilometer Wertungsprüfung. Davon waren etwa 70 % Sandanteil.
Seit 2020 findet sie in Saudi-Arabien statt und verläuft über ca. 7900 km quer durch das Land.

## Sieger

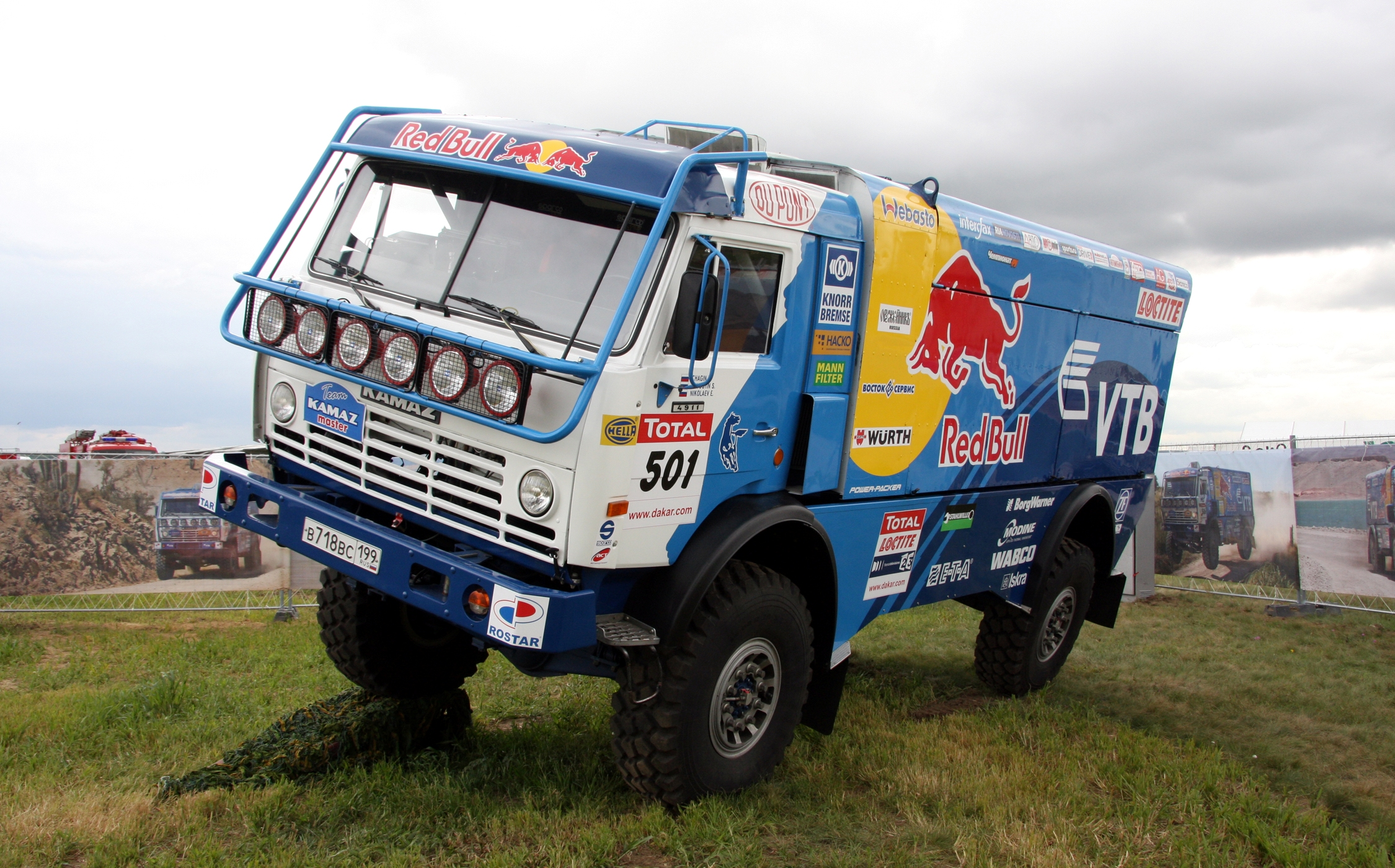
KamAZ-4911 von Wladimir Tschagin

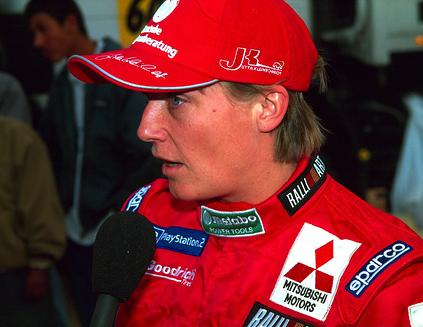
Jutta Kleinschmidt gewann 2001 als erste Frau die Rallye Dakar

### Rekorde
Der bisherige Rekordsieger der Dakar ist der Franzose Stéphane Peterhansel. Er gewann die Motorradwertung sechsmal in den Jahren 1991, 1992, 1993, 1995, 1997 und 1998. Die Automobilwertung konnte er bisher achtmal, nämlich 2004, 2005, 2007, 2012, 2013, 2016, 2017 und 2021, gewinnen.
Neben Peterhansel sind Hubert Auriol (Motorrad 1981 und 1983, Auto 1992) und Nani Roma (Motorrad 2004, Auto 2014) die einzigen Fahrer, die das Rennen sowohl auf zwei als auch auf vier Rädern gewinnen konnten.
Der erfolgreichste Autofahrer ist mit acht Siegen Peterhansel, gefolgt vom Katarer Nasser Al-Attiyah mit fünf Siegen (2011, 2015, 2019, 2022 und 2023) sowie dem Finnen Ari Vatanen (zwischen 1987 und 1991) und Carlos Sainz senior (2010, 2018, 2020, 2024) mit jeweils vier Siegen. Im Jahr 2001 war die Deutsche Jutta Kleinschmidt die erste Frau, die die Autowertung der Dakar gewinnen konnte.
Erfolgreichster Fahrer in der Kategorie der Trucks ist der Russe Wladimir Tschagin, der das Rennen insgesamt sieben Mal für sich entscheiden konnte (2000, 2002–2004, 2006, 2010 und 2011). Hinter ihm folgt der Tscheche Karel Loprais mit sechs Siegen (1988, 1994, 1995, 1998, 1999 und 2001).
Karl-Friedrich Capito gewann 1985 mit seinem Sohn Jost Capito als Beifahrer als einziger Deutscher die LKW-Wertung der Rallye. 1997 konnten die beiden Österreicher Peter Reif und Johann Deinhofer die LKW-Wertung auf einem Hino gewinnen.
Der Franzose Luc Alphand, Sieger 2006, war zuvor in einer anderen Sportart sehr erfolgreich: Im Jahr 1997 gewann er den Gesamtweltcup der Alpinen Skifahrer – als bisher einziger Speedspezialist, also ausschließlich mit Ergebnissen aus Abfahrt und Super-G.
Die erfolgreichste Pkw-Marke ist Mitsubishi mit dem Mitsubishi Pajero Evolution und insgesamt 12 Dakar-Gesamtsiegen.
Die erfolgreichste Lkw-Marke ist KAMAZ mit insgesamt 19 Dakar-Gesamtsiegen.
Die erfolgreichste Motorrad-Marke ist KTM. Der Hersteller aus Österreich stellte von 2001 bis 2019 ununterbrochen den Gesamtsieger. 2018 gewann zudem Matthias Walkner als erster Österreicher die Motorradwertung. Mittlerweile steht KTM bei 20 Dakar-Gesamtsiegen.

### Die Sieger und Strecken der Rallye Dakar seit 1979
| Jahr | Autos | Autos | Motorräder | Motorräder | Trucks | Trucks | Quads | Quads | UTVs | UTVs | Strecke                                     |
| Jahr | Fahrer | Marke | Fahrer | Marke | Fahrer | Marke | Fahrer | Marke | Fahrer | Marke | Strecke                                     |
| ---- | --- | --- | --- | --- | --- | --- | --- | --- | --- | --- | ------------------------------------------- |
| 1979 | Alain Génestier | Range Rover | Cyril Neveu | Yamaha | – | – | – | – | – | – | Paris–Algier–Dakar                          |
| 1980 | Freddy Kottulinsky | Volkswagen | Cyril Neveu | Yamaha | Miloud Ataouat | Sonacome | – | – | – | – | Paris–Algier–Dakar                          |
| 1981 | René Metge | Range Rover | Hubert Auriol | BMW | Adrien Villette | ALM/ACMAT | – | – | – | – | Paris–Algier–Dakar                          |
| 1982 | Claude Marreau | Renault | Cyril Neveu | Honda | Georges Groine | Mercedes-Benz | – | – | – | – | Paris–Algier–Dakar                          |
| 1983 | Jacky Ickx | Mercedes-Benz | Hubert Auriol | BMW | Georges Groine | Mercedes-Benz | – | – | – | – | Paris–Algier–Dakar                          |
| 1984 | René Metge | Porsche | Gaston Rahier | BMW | Pierre Laleu | Mercedes-Benz | – | – | – | – | Paris–Algier–Dakar                          |
| 1985 | Patrick Zaniroli | Mitsubishi | Gaston Rahier | BMW | Karl-Friedrich Capito | Mercedes-Benz | – | – | – | – | Paris–Algier–Dakar                          |
| 1986 | René Metge | Porsche | Cyril Neveu | Honda | Giacomo Vismara | Mercedes-Benz | – | – | – | – | Paris–Algier–Dakar                          |
| 1987 | Ari Vatanen | Peugeot | Cyril Neveu | Honda | Jan de Rooy | DAF | – | – | – | – | Paris–Algier–Dakar                          |
| 1988 | Juha Kankkunen | Peugeot | Edi Orioli | Honda | Karel Loprais | Tatra | – | – | – | – | Paris–Algier–Dakar                          |
| 1989 | Ari Vatanen | Peugeot | Gilles Lalay | Honda | – | – | – | – | – | – | Paris–Tunis–Dakar                           |
| 1990 | Ari Vatanen | Peugeot | Edi Orioli | Cagiva | Giorgio Villa | Perlini | – | – | – | – | Paris–Tripolis–Dakar                        |
| 1991 | Ari Vatanen | Citroën | Stéphane Peterhansel | Yamaha | Jacques Houssat | Perlini | – | – | – | – | Paris–Tripolis–Dakar                        |
| 1992 | Hubert Auriol | Mitsubishi | Stéphane Peterhansel | Yamaha | Francesco Perlini | Perlini | – | – | – | – | Paris–Sirt–Kapstadt                         |
| 1993 | Bruno Saby | Mitsubishi | Stéphane Peterhansel | Yamaha | Francesco Perlini | Perlini | – | – | – | – | Paris–Tanger–Dakar                          |
| 1994 | Pierre Lartigue | Citroën | Edi Orioli | Cagiva | Karel Loprais | Tatra | – | – | – | – | Paris–Dakar–Paris                           |
| 1995 | Pierre Lartigue | Citroën | Stéphane Peterhansel | Yamaha | Karel Loprais | Tatra | – | – | – | – | Granada–Dakar                               |
| 1996 | Pierre Lartigue | Citroën | Edi Orioli | Yamaha | Wiktor Moskowskich | KAMAZ | – | – | – | – | Granada–Dakar                               |
| 1997 | Kenjirō Shinozuka | Mitsubishi | Stéphane Peterhansel | Yamaha | Peter Reif | Hino | – | – | – | – | Dakar–Agadez–Dakar                          |
| 1998 | Jean-Pierre Fontenay | Mitsubishi | Stéphane Peterhansel | Yamaha | Karel Loprais | Tatra | – | – | – | – | Paris–Granada–Dakar                         |
| 1999 | Jean-Louis Schlesser | Schlesser Buggy | Richard Sainct | BMW | Karel Loprais | Tatra | – | – | – | – | Granada–Dakar                               |
| 2000 | Jean-Louis Schlesser | Schlesser Buggy | Richard Sainct | BMW | Wladimir Tschagin | KAMAZ | – | – | – | – | Dakar–Kairo                                 |
| 2001 | Jutta Kleinschmidt | Mitsubishi | Fabrizio Meoni | KTM | Karel Loprais | Tatra | – | – | – | – | Paris–Dakar                                 |
| 2002 | Hiroshi Masuoka | Mitsubishi | Fabrizio Meoni | KTM | Wladimir Tschagin | KAMAZ | – | – | – | – | Arras–Madrid–Dakar                          |
| 2003 | Hiroshi Masuoka | Mitsubishi | Richard Sainct | KTM | Wladimir Tschagin | KAMAZ | – | – | – | – | Marseille–Scharm El-Scheich                 |
| 2004 | Stéphane Peterhansel | Mitsubishi | Nani Roma | KTM | Wladimir Tschagin | KAMAZ | – | – | – | – | Clermont-Ferrand–Dakar                      |
| 2005 | Stéphane Peterhansel | Mitsubishi | Cyril Despres | KTM | Firdaus Kabirow | KAMAZ | – | – | – | – | Barcelona–Dakar                             |
| 2006 | Luc Alphand | Mitsubishi | Marc Coma | KTM | Wladimir Tschagin | KAMAZ | – | – | – | – | Lissabon–Dakar                              |
| 2007 | Stéphane Peterhansel | Mitsubishi | Cyril Despres | KTM | Hans Stacey | MAN | – | – | – | – | Lissabon–Dakar                              |
| 2008 | Am 4. Januar 2008, einen Tag vor dem geplanten Start, aus Sicherheitsgründen abgesagt. Ersatzveranstaltung war die Mitteleuropa-Rallye. | Am 4. Januar 2008, einen Tag vor dem geplanten Start, aus Sicherheitsgründen abgesagt. Ersatzveranstaltung war die Mitteleuropa-Rallye. | Am 4. Januar 2008, einen Tag vor dem geplanten Start, aus Sicherheitsgründen abgesagt. Ersatzveranstaltung war die Mitteleuropa-Rallye. | Am 4. Januar 2008, einen Tag vor dem geplanten Start, aus Sicherheitsgründen abgesagt. Ersatzveranstaltung war die Mitteleuropa-Rallye. | Am 4. Januar 2008, einen Tag vor dem geplanten Start, aus Sicherheitsgründen abgesagt. Ersatzveranstaltung war die Mitteleuropa-Rallye. | Am 4. Januar 2008, einen Tag vor dem geplanten Start, aus Sicherheitsgründen abgesagt. Ersatzveranstaltung war die Mitteleuropa-Rallye. | Am 4. Januar 2008, einen Tag vor dem geplanten Start, aus Sicherheitsgründen abgesagt. Ersatzveranstaltung war die Mitteleuropa-Rallye. | Am 4. Januar 2008, einen Tag vor dem geplanten Start, aus Sicherheitsgründen abgesagt. Ersatzveranstaltung war die Mitteleuropa-Rallye. | Am 4. Januar 2008, einen Tag vor dem geplanten Start, aus Sicherheitsgründen abgesagt. Ersatzveranstaltung war die Mitteleuropa-Rallye. | Am 4. Januar 2008, einen Tag vor dem geplanten Start, aus Sicherheitsgründen abgesagt. Ersatzveranstaltung war die Mitteleuropa-Rallye. | Ursprünglich geplante Route: Lissabon–Dakar |
| 2009 | Giniel de Villiers | Volkswagen | Marc Coma | KTM | Firdaus Kabirow | KAMAZ | Josef Macháček | Yamaha | – | – | Buenos Aires–Valparaíso–Buenos Aires        |
| 2010 | Carlos Sainz senior | Volkswagen | Cyril Despres | KTM | Wladimir Tschagin | KAMAZ | Marcos Patronelli | Yamaha | – | – | Buenos Aires-Antofagasta–Buenos Aires       |
| 2011 | Nasser Al-Attiyah | Volkswagen | Marc Coma | KTM | Wladimir Tschagin | KAMAZ | Alejandro Patronelli | Yamaha | – | – | Buenos Aires–Arica–Buenos Aires             |
| 2012 | Stéphane Peterhansel | Mini | Cyril Despres | KTM | Gerard de Rooy | Iveco | Alejandro Patronelli | Yamaha | – | – | Mar del Plata–Lima                          |
| 2013 | Stéphane Peterhansel | Mini | Cyril Despres | KTM | Eduard Nikolajew | KAMAZ | Marcos Patronelli | Yamaha | – | – | Lima–Santiago de Chile                      |
| 2014 | Nani Roma | Mini | Marc Coma | KTM | Andrei Karginow | KAMAZ | Ignacio Casale | Yamaha | – | – | Rosario–Valparaíso                          |
| 2015 | Nasser Al-Attiyah | Mini | Marc Coma | KTM | Airat Mardejew | KAMAZ | Rafał Sonik | Yamaha | – | – | Buenos Aires–Iquique–Buenos Aires           |
| 2016 | Stéphane Peterhansel | Peugeot | Toby Price | KTM | Gerard de Rooy | Iveco | Marcos Patronelli | Yamaha | – | – | Buenos Aires–Rosario                        |
| 2017 | Stéphane Peterhansel | Peugeot | Sam Sunderland | KTM | Eduard Nikolajew | KAMAZ | Sergei Karjakin | Yamaha | Leandro Torres | Polaris | Asunción–Rio Cuarto–Buenos Aires            |
| 2018 | Carlos Sainz senior | Peugeot | Matthias Walkner | KTM | Eduard Nikolajew | KAMAZ | Ignacio Casale | Yamaha | Reinaldo Varela | Can-Am | Lima–La Paz–Córdoba                         |
| 2019 | Nasser Al-Attiyah | Toyota | Toby Price | KTM | Eduard Nikolajew | KAMAZ | Nicolás Cavigliasso | Yamaha | Francisco López Contardo | Can-Am | Lima–Arequipa–Lima                          |
| 2020 | Carlos Sainz senior | Mini | Ricky Brabec | Honda | Andrei Karginow | KAMAZ | Ignacio Casale | Yamaha | Casey Currie | Can-Am | Dschidda–Quiddiya                           |
| 2021 | Stéphane Peterhansel | Mini | Kevin Benavides | Honda | Dmitri Sotnikow | KAMAZ | Manuel Andújar | Yamaha | Francisco López Contardo | Can-Am | Dschidda–Dschidda                           |
| 2022 | Nasser Al-Attiyah | Toyota | Sam Sunderland | GasGas | Dmitri Sotnikow | KAMAZ | Alexandre Giroud | Yamaha | Austin Jones | Can-Am | Dschidda–Dschidda                           |
| 2023 | Nasser Al-Attiyah | Toyota | Kevin Benavides | KTM | Janus van Kasteren | Iveco | Alexandre Giroud | Yamaha | Austin Jones | Can-Am | Dschidda–Dammam                             |
| 2024 | Carlos Sainz senior | Audi | Ricky Brabec | Honda | Martin Macík | Iveco | Manuel Andújar | Yamaha | Xavier de Soultrait | Polaris | al-ʿUla-Yanbu                               |
| 2025 | Yazeed Al-Rajhi | Toyota | Daniel Sanders | KTM | Martin Macík | Iveco | – | – | Brock Heger | Polaris | Bischa-Schaiba                              |

### Konstrukteurssiege

#### Autos
| Siege | Konstrukteur  | Jahr(e)                                 |
| ----- | ------------- | --------------------------------------- |
| 12    | Mitsubishi    | 1985, 1992, 1993, 1997, 1998, 2001–2007 |
| 7     | Peugeot       | 1987–1990, 2016–2018                    |
| 6     | Mini          | 2012–2015, 2020–2021                    |
| 4     | Citroën       | 1991, 1994–1996                         |
| 4     | Volkswagen    | 1980, 2009–2011                         |
| 4     | Toyota        | 2019, 2022, 2023, 2025                  |
| 3     | Renault       | 1982, 1999, 2000                        |
| 2     | Land Rover    | 1979, 1981                              |
| 2     | Porsche       | 1984, 1986                              |
| 1     | Audi          | 2024                                    |
| 1     | Mercedes-Benz | 1983                                    |

#### Motorräder
| Siege | Konstrukteur | Jahr(e)                          |
| ----- | ------------ | -------------------------------- |
| 20    | KTM          | 2001–2007, 2009–2019, 2023, 2025 |
| 9     | Yamaha       | 1979, 1980, 1991–1993, 1995–1998 |
| 8     | Honda        | 1982, 1986–1989, 2020–2021, 2024 |
| 6     | BMW          | 1981, 1983–1985, 1999, 2000      |
| 2     | Cagiva       | 1990, 1994                       |
| 1     | GasGas       | 2022                             |

#### Trucks
| Siege | Konstrukteur  | Jahr(e)                                                |
| ----- | ------------- | ------------------------------------------------------ |
| 19    | KAMAZ         | 1996, 2000, 2002–2006, 2009–2011, 2013–2015, 2017–2022 |
| 6     | Tatra         | 1988, 1994, 1995, 1998, 1999, 2001                     |
| 5     | Mercedes-Benz | 1982–1986                                              |
| 5     | Iveco         | 2012, 2016, 2023–2025                                  |
| 4     | Perlini       | 1990–1993                                              |
| 1     | Sonacome      | 1980                                                   |
| 1     | ACMAT         | 1981                                                   |
| 1     | DAF           | 1987                                                   |
| 1     | Hino          | 1997                                                   |
| 1     | MAN           | 2007                                                   |

#### Quads
| Siege | Konstrukteur | Jahr(e)   |
| ----- | ------------ | --------- |
| 16    | Yamaha       | 2009–2024 |

#### Side-by-Sides
| Siege | Konstrukteur | Jahr(e)          |
| ----- | ------------ | ---------------- |
| 6     | Can-Am       | 2018–2023        |
| 3     | Polaris      | 2017, 2024, 2025 |

## Zwischenfälle

### Todesfälle

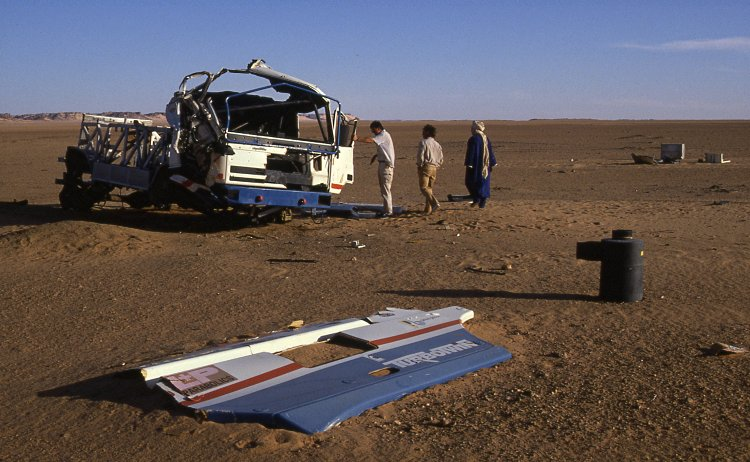
Wrack des im Januar 1988 mit Todesfolge (Kees van Loevezijn) verunglückten DAF FAV 3600 95X2 TurboTwin in der nördlichen Ténéré

Durch die hohe Anzahl von Todesfällen bei Rennfahrern, Zuschauern und im Organisationsteam geriet die Rallye Dakar immer wieder in die Schlagzeilen. Insgesamt sind bei der Rallye Dakar 76 Menschen ums Leben gekommen, darunter sieben Journalisten und 31 Teilnehmer:
- Thierry Sabine, der Gründer der Rallye, der Sänger Daniel Balavoine, der Pilot François-Xavier Bagnoud, der Funker Jean-Paul Le Fur und Nathalie Odent, eine Journalistin der Wochenzeitung Le Journal du Dimanche, starben, als ihr Hubschrauber am 14. Januar 1986 abstürzte.
- Neun Kinder wurden von Rallyeteilnehmern angefahren, obwohl die Veranstalter seit einigen Jahren verschiedene Sicherheitsmaßnahmen ergriffen haben (Tempolimits beim Durchfahren der Ortschaften, verbunden mit Strafen bei Nichtbeachtung, Maßnahmen gegen mögliche Gefahren für die Einwohner, unter Benutzung von Plakaten in der Lokalsprache).
- In der jüngeren Zeit verunglückten vor allem Motorradfahrer tödlich, darunter auch Spitzenfahrer. Im Jahr 2005 verunglückten José Manuel Pérez und Fabrizio Meoni, der Gesamtsieger 2001 und 2002, an zwei aufeinander folgenden Etappen. Daraufhin wurde beschlossen, die Geschwindigkeit für Motorräder ab 2006 auf 160 km/h zu begrenzen, außerdem gab es von nun an obligatorische Pausen bei Tankstopps und eine reduzierte Tankkapazität für die Motorradklassen. Ein Jahr später starb der australische Motorradfahrer Andy Caldecott, der kurz vor seinem tödlichen Sturz die dritte Etappe gewonnen hatte. Im Jahr 2007 starb der 29-jährige südafrikanische Rennfahrer Elmer Symons an den Folgen eines Unfalls während der vierten Etappe der Rallye.

### Angriffe
Kurz vor dem Start der Rallye Dakar 2022 wurde am 30. Dezember 2021 das mit fünf Personen besetzte Fahrzeug des französischen Fahrers Philippe Boutron nach dem Verlassen des Hotels in Dschidda durch eine Explosion plötzlich gestoppt. Boutron wurde dabei schwer verletzt. Die örtliche Polizei schloss einen kriminellen Hintergrund nicht aus, das saudische Innenministerium vermeldete auf Twitter hingegen, dass es sich um einen Unfall handele und ein krimineller Verdacht nicht bestünde. Da die saudischen Behörden einen Anschlag nicht ausschließen konnten, wurden die Sicherheitsvorkehrungen an der gesamten Strecke sowie für Hotels und Biwaks erheblich verstärkt und das französische Außenministerium rief in seinen Reisehinweisen zu maximaler Wachsamkeit auf. Am 4. Januar 2022 leitete die französische Antiterror-Staatsanwaltschaft Parquet national antiterroriste ein Ermittlungsverfahren wegen mehrerer versuchter Tötungen im Zusammenhang mit einer terroristischen Vereinigung ein. Im Rahmen der Ermittlungen stellte der französische Geheimdienst Direction générale de la sécurité intérieure (DGSI) fest, dass das Fahrzeug mit einer improvisierten Sprengvorrichtung angegriffen wurde.
Am 31. Dezember 2021 wurde ein weiteres Fahrzeug vor dem Start der 1. Etappe von Dschidda nach Ha'il angegriffen. Der Fahrer des Assistenz-LKW der italienischen Fahrerin Camelia Liparoti vernahm eine Explosion und danach schlugen Flammen aus der Mitte des Fahrzeugs. Auf der Rücküberführung des Fahrzeugwracks nach Italien wurde es, während der Durchfahrt durch Frankreich, von Ermittlern der DGSI untersucht. Die Ermittler fanden in der Fahrerkabine Einschlagsmarken von Metallkugeln und weitere Hinweise, aus denen hervorgeht, dass das Fahrzeug ebenfalls mit einer improvisierten Sprengvorrichtung angegriffen wurde. Die französische DGSI gab ihre Erkenntnisse an die italienische Direzione nazionale antimafia e antiterrorismo für weitere Ermittlungen weiter.
Nach den beiden Angriffen verschärfte das französische Außenministerium die Reisehinweise für Saudi-Arabien. Der französische Außenminister empfahl im Januar 2022 den Abbruch der Rallye, das französische Außenministerium rief zeitgleich zu maximaler Wachsamkeit auf und warnte im Juni 2022 vor Reisen nach Saudi-Arabien und der Teilnahme an der Rallye Dakar 2023. Die Teilnahme erfolge 2023 auf eigene Gefahr.

## Kritik
Der Protest nahm durch die Aktion des Verbands CAVAD (Collectif Actions pour les Victimes Anonymes du Dakar; dt. „Aktionskollektiv für die anonymen Opfer der Rallye Dakar“) eine internationale Dimension an. Das CAVAD ist ein Zusammenschluss von Vereinen aus Frankreich, Portugal, Spanien, Marokko, Mali, Guinea und Senegal. Dieser Verband wurde 2006 nach dem Tod von zwei Kindern, Boubacar Diallo und Mohamed Ndaw, gegründet und fordert die Abschaffung der Rallye. Ein Lied, Stoppez le Dakar („Stoppt die Dakar“), komponiert von einer Kinderband aus Marseille, wurde ihnen gewidmet.
Ihre Kritiker sind auch der Auffassung, dass die Rallye eine ökologische Aggression und eine menschliche Verachtung der afrikanischen Länder darstelle. Dieser Protest kommt auch in dem Song 500 connards sur la ligne de départ („500 Vollidioten auf der Startlinie“) des französischen Chansonniers Renaud zum Ausdruck.
Einen kritischen Blick auf die Rallye wirft auch der Regisseur und Kameramann Nikolaus Geyrhalter in seinem 2008 fertiggestellten Dokumentarfilm 7915 KM. Er zeigt, entlang der Rallyestrecke, afrikanische Orte in ihrer Vielschichtigkeit und thematisiert zugleich weiterreichende wirtschaftliche und politische Verhältnisse.
Ein weiterer Kritikpunkt sind die übertriebenen finanziellen Forderungen des Veranstalters Amaury Sport Organisation an die gastgebenden Länder, in denen große Bevölkerungsteile noch in bitterer Armut leben. Die ASO beteiligt sich in keiner Weise an den Kosten der durch die Rallye entstandenen Geländeschäden. Sie stellt an den Starts und Zielen für die Tausenden von Besuchern noch nicht einmal Toiletten auf. Aus diesem Grund haben sich immer mehr Länder Südamerikas der Teilnahme verweigert, bis bei der Rallye 2019 nur noch Peru übrig blieb.

## Teilnahme und Kosten
Die Gastgeber der Rallye müssen Antrittsgelder in Millionenhöhe an den Veranstalter zahlen. Die peruanische Regierung stellte für die Teilnahme 2019 rund 5,4 Millionen Euro (20,4 Mio. Soles) bereit. Die Kosten einer Teilnahme an der Rallye Dakar sind je nach Fahrzeug unterschiedlich. Abgesehen von Startgeld kommen weitere Kosten für Visa und Lizenzgebühren, das Wettbewerbsfahrzeug sowie Transportkosten hinzu und es ist darüber hinaus die Frage der Ersatzteilversorgung und der Wartung bzw. Reparatur des Fahrzeugs sowie der Hin- und Rücktransport und An- und Rückreise zu klären. Allein die Höhe der Startgelder der verschiedenen Klassen liegt 2021 zwischen 15.000 und 40.000 Euro. Bei Privatteilnahme mit dem Motorrad ist insgesamt mit Kosten von mindestens 50.000 Euro zu rechnen, bei Autos etwa 100.000 bis zu 250.000 Euro.